# Louis Gabriel Montigny
Louis Gabriel Montigny né à Paris le 1er décembre 1784 et mort dans l'ancien 2e arrondissement de Paris le 9 janvier 1846,, est un auteur dramatique et écrivain français.

## Biographie
Il est le fils de Rémy Montigny, maître parfumeur et de Marie-Madeleine-Gabrielle Mignot, domiciliés rue Saint-Honoré. Il épouse Julie-Célestine Massiet le 18 juillet 1825, à Montron, (Aisne).
Officier d'Infanterie de ligne, directeur du Moniteur de l'armée, il devient journaliste et auteur dramatique. Ses pièces ont été représentées sur les plus grandes scènes parisiennes du XIXe siècle : Théâtre de la Porte-Saint-Martin, Théâtre de l'Ambigu-Comique, Théâtre de la Gaîté etc.
Il est inhumé au cimetière Montmartre, 22e division, avec son épouse (décédée le 15 janvier 1879 à Paris 16e), sa fille Marie-Louise-Delphine de Montigny (1826-1897), et son gendre le général Joseph-Augustin-Eugène Daguerre (1814-1879). La tombe est à droite de la tombe du peintre Gustave Moreau, face à l'avenue du Tunnel.	

## Œuvres
- Les Français en cantonnement, ou la Barbe postiche, vaudeville en 1 acte, 1821
- Mon cousin Lalure, comédie en 1 acte, en prose, 1822
- Fragments d'un miroir brisé, anecdotes contemporaines (françaises et anglaises), traits de morale et d'observation, esquisses de mœurs, revue des usages, aperçus philosophiques, réflexions, remarques, bons mots et réparties, 1823
- Dix aventures de garnison : le Chirurgien improvisé, le Moderne Joseph, Histoire d'une jolie comtesse, la Fille du pasteur de Neustadt, la Morale à la hussarde, Athénaïs, la Belle inconnue, la Soubrette, Une aventure tragique, les Trois duels, 1824
- Le Troubadour étique, romance, 1824
- Le Provincial à Paris, esquisses des mœurs parisiennes, 3 vols., 1825
- Le Carnaval, ou les Figures de cire, folie-parade-vaudeville en 1 acte, 1825
- La Chaise de poste, mélodrame en 2 actes, avec Saint-Amand, 1825
- Les Girouettes de village, comédie en 1 acte, mêlée de couplets, avec Saint-Amand, 1825
- La Dot et la Fille, ou le Commis marchand, comédie en 1 acte, mêlée de couplets, avec W. Lafontaine, 1825
- Le Commis-voyageur, ou le Bal et la Saisie, comédie-vaudeville en 1 acte, 1826
- Mon ami de Paris, ou le Retour en province, comédie en 1 acte, mêlée de couplets, 1826
- Le Café de la garnison, vaudeville en 1 acte, mêlé de couplets, 1827
- Les Cavaliers et les Fantassins, tableau militaire en 1 acte, 1827
- Le Colonel Duvar, fils naturel de Napoléon, publié d'après les Mémoires d'un contemporain, 1827
- Le Mari de toutes les femmes, comédie-vaudeville en 1 acte, 1827
- La Nourrice sur lieu, scènes de famille, mêlées de couplets, avec Armand-François Jouslin de La Salle, Théodore Nézel et Jean-Gilbert Ymbert, 1828
- Souvenirs anecdotiques d'un officier de la Grande Armée, 1833
- Quinze jours à Prague, 1833
- Une chanson, drame vaudeville en 3 actes, 1834
- Samuel le marchand, drame en 5 actes, avec Henri Horace Meyer, 1838

## Distinctions
- Chevalier de l'ordre royal et militaire de Saint-Louis (31 octobre 1829)
- Chevalier de l'ordre de la Légion d'Honneur (décret du 4 juin 1831)[4].